# Iuri Razuvàiev
Iuri Serguéievitx Razuvàiev (en rus: Юрий Сергеевич Разуваев); (10 d'octubre de 1945 - 21 de març de 2012) fou un jugador, escriptor i entrenador d'escacs rus, Gran Mestre des de 1976, que va desenvolupar la major part de la seva carrera escaquística sota bandera soviètica. Reconegut com un dels millors entrenadors soviètics, va treballar a les escoles d'escacs dels Campions del món Mikhaïl Botvínnik (1969-1974) i Vassili Smislov (1978-1982), i els anys 1970 fou entrenador d'Anatoli Kàrpov.

## Títols
Va esdevenir Mestre Internacional el 1973, Gran Mestre el 1976, i Entrenador honorari de l'URSS el 1977. El 2005 li fou atorgat el títol d'entrenador Sènior de la FIDE, el màxim títol d'entrenador internacional.

## Resultats destacats en competició
Razuvàiev va guanyar nombrosos torneigs internacionals, d'entre els quals Dubna 1978, Memorial Rubinstein de Polanica-Zdrój 1979, Londres 1983, Dortmund Sparkassen 1985, Jurmala 1987, Pula 1988, Protvino 1988, Reykjavík 1990, Leningrad 1992, Tiraspol 1994, Torneo di Capodanno (Reggio Emilia) 1995-96, i San Sebastian 1996.
Al segon Matx URSS vs Resta del món de 1984, va participar-hi en substitució de Tigran Petrossian, absent per malaltia, i va tenir-hi una actuació molt destacable, obligant el seu oponent (en principi, molt superior) l'alemany Robert Hübner, a fer quatre lluitades taules, per un marcador final de 2 a 2.

## Força de joc
Segons Chessmetrics, en el seu moment àlgid, el desembre de 1984, Razuvaev tenia una força de joc equivalent a un Elo de 2690, i estaria situat en aquell moment en el lloc número 28 del món. La seva millor actuació individual fou a l'obert de Reykjavik 1990, on va fer-hi 6.5 punts sobre 9 possibles (72%) contra una oposició de força 2616, per una performance de 2706.
Tot i que es va retirar de la competició activa a començaments dels anys 2000, a la llista d'Elo de la FIDE de maig de 2011 encara hi tenia un Elo de 2540 punts, cosa que en feia el 97è millor jugador rus.

## Partides notables
- Yuri Razuvaev vs Lev Gutman, Campionat de l'URSS 1976, defensa Grünfeld, variant clàssica (D86), 1-0
- Yuri Razuvaev vs Zvonimir Mestrovic, Keszthely 1981, gambit de dama acceptat: variant Janowski-Larsen (D25), 1-0
- Yuri Razuvaev vs Efim Geller, USSR 1988, obertura catalana: variant oberta (E04), 1-0
- Fernando Prada-Rubin vs Yuri Razuvaev, Las Palmas op 1996, defensa siciliana: atac Nyezhmetdinov-Rossolimo (B31), 0-1